# Janina Flieger
Janina Flieger (Potsdam, 22 agosto 1982) è un'attrice tedesca, attiva prevalentemente in campo televisivo.

## Biografia
In attività sin da bambina, ha partecipato a oltre una quarantina di differenti produzioni.
Tra i suoi ruoli principali, figurano quello di Bettina Behrendt nel film TV Trappola via internet (2000), quello di Rina Reetkoven nella serie televisiva Absolut das Leben (2002-2006), quello di Sophie Kramer nella serie televisiva Die Fallers (2007-2013), quello di Natalie Blum nel film TV del ciclo "Rosamunde Pilcher" Lascia che sia amore (Lass es Liebe sein, 2009) e quello di Vanessa Meyer nella soap opera Lena - Amore della mia vita (Lena - Liebe meines Lebens, 2010-2011). È inoltre apparsa come guest-star in serie televisive quali In aller Freundschaft, Tatort, Squadra Speciale Cobra 11, Polizeiruf 110, Il nostro amico Charly, Squadra Speciale Colonia, Last Cop - L'ultimo sbirro, ecc.
Vive tra Berlino e Colonia.

## Filmografia

### Cinema
- Unknown - Senza identità, regia di Jaume Collet-Serra (2011)
- Planet USA, regia di Flo Lackner (2013)

### Televisione
- Liebe am Abgrund - film TV, (1993)
- Achterbahn - serie TV, 1 episodio (1994)
- Game Over - film TV, (1996)
- SK-Babies - serie TV, 1 episodio (1996)
- Doppelter Einsatz - serie TV, 1 episodio (1996)
- Eine Familie zum Küssen - film TV, (1997)
- Corinna Pabst - Fünf Kinder brauchen eine Mutter - film TV, (1997)
- Kanadische Träume - Eine Familie wandert aus - miniserie TV, (1999)
- Trappola via internet - film TV, (2000)
- In aller Freundschaft - serie TV, 1 episodio (2000)
- Tatort - serie TV, 1 episodio (2000-2009)
- Squadra Speciale Cobra 11 - serie TV, 1 episodio (2001-2010)
- Absolut das Leben - serie TV, 21 episodi (2002-2006)
- Im Namen des Gesetzes - serie TV, 1 episodio (2003)
- Die Rettungsflieger - serie TV, 1 episodio (2003)
- Stefanie - serie TV, 1 episodio (2003)
- Alles Glück dieser Erde - film TV (2003) - Nicole "Niki" Kircher
- Rosamunde Pillcher - Dem Himmel so nah - film TV (2004)
- München 7 - serie TV, 2 episodi (2004)
- Der Ferienarzt - serie TV, 1 episodio (2004)
- Die Schwarzwaldklinik - film TV, (2005)
- Der Ferienarzt - serie TV, 1 episodio (2005)
- Inga Lindström - film TV, (2007)
- Die Frauen der Parkallee - film TV, (2007)
- Polizeiruf 110 - serie TV, 1 episodio (2007)
- Die Fallers - serie TV, 53 episodi (2007-2013)
- Rosamunde Pilcher - Lascia che sia amore - film TV (2009)
- Barbara Wood - Karibisches Geheimnis - film TV (2009)
- Anna und die Liebe - soap opera, 1 episodio (2009)
- Il nostro amico Charly - serie TV, 1 episodio (2009)
- Lena - Amore della mia vita - soap opera, 180 episodi (2010-2011)
- Squadra Speciale Colonia - serie TV, 1 episodio (2011)
- Die zertanzten Schuhe - film TV (2011)
- Last Cop - L'ultimo sbirro - serie TV, 1 episodio (2012)
- La nave dei sogni - Viaggio di nozze - serie TV, 1 episodio (2013)
- Medici in corsia - serie TV, 15 episodi (2015-2016)

## Doppiatrici italiane
Nelle versioni in italiano nelle opere in cui ha recitato, Janina Flieger è stata doppiata da:
- Valentina Mari in Trappola via Internet[4]
- Chiara Francese in Lena - Amore della mia vita[10][11]